# Stingaree
 Stingaree és una pel·lícula estatunidenca dirigida per William A. Wellman el 1934.

## Repartiment
- Irene Dunne: Hilda Bouverie
- Richard Dix: Stingaree
- Mary Boland: Sra. Clarkson
- Conway Tearle: Sir Julian Kent
- Andy Devine: Howie
- Henry Stephenson: M. Hugh Clarkson
- George Barraud: Inspector Radford
- Una O'Connor: Annie
- 'Snub' Pollard: Victor
- Reginald Owen: El governador-general
- Billy Bevan: Mac
- Robert Greig: L'hostaler